# 薩塔諾夫卡戰役
萨塔诺夫卡战役，也被称为莫吉廖夫战役（法语：Bataille de Mogilev），此役发生于1812年7月23日，是俄法战争初期的一场战役。

## 序幕
在俄法战争的早期行动中，为了避免被法军包围，彼得·巴格拉季昂亲王指挥的俄罗斯西部第二军團于7月7日奉命通过莫吉廖夫加入巴克莱·德·托利的西部第一军團。巴格拉季昂的部队此时有被西侧热罗姆国王和北侧路易·尼古拉·达武元帅的第一军团包围的可能性。巴格拉季昂于是迅速在莫吉廖夫渡过第聂伯河与巴克莱会合。然而，达武的行军速度更快，他的28,000名士兵于7月20日占领了莫吉廖夫。俄罗斯人则于7月21日抵达莫吉廖夫，俄军由瓦西里·西索耶夫上校指挥的先锋队在莫吉廖夫以南的达什科夫卡村附近驱散了达武的先遣分队。

## 双方兵力

### 俄罗斯方面
巴格拉季昂麾下有45,000人可用，但只安排了尼古拉·拉耶夫斯基将军麾下17,000-20,000人的第七军来攻击达武的部队。巴格拉季昂的命令本质上是为了进行积极的侦察。根据法军的实力，拉耶夫斯基要么将法军赶出并占领奥尔沙，从而掩护西部第一军團渡过第聂伯河，要么将法军拖延足够长的时间，让巴格拉季昂从莫吉廖夫以南行军。

### 法国方面
由于他的部队有一部分被转移到其他地方和行军导致的疲劳，达武在莫吉廖夫只有21,500-28,000名战斗人员，其中包括22,000名步兵和6,000名骑兵。这些部队分为让·多米尼克·康潘斯将军、约瑟夫·德赛克斯将军和米歇尔·克拉帕雷德将军指挥的三个步兵师和两个骑兵师。达武将他的部队部署在萨塔诺夫卡，这是一个天然的强大阵地。该阵地左翼被第聂伯河的沼泽覆盖。一条溪流穿过前方的沟壑，溪流上有一座桥通往萨塔诺夫卡。村庄本身则被森林包围。达武修建了防御工事以加强他的防线，法军加固了主要道路上的建筑物并设置了炮台。

## 战斗

### 初始阶段
7月23日上午7时，安德烈·格列博夫上校领导的俄罗斯两个先遣猎兵营将法军左翼的前哨驱散。到8时，俄罗斯人占领了一座桥，而猎兵则继续前进。达武部署第85线列步兵团进行反击，并且由大炮支援。俄国人的进攻随之失败，因为法军的大炮和步兵火力迅速击溃了没有任何保护的俄国步兵，很多俄军士兵当场阵亡。当俄军的进攻步履蹒跚时，巴格拉季昂向拉耶夫斯基发出了新的命令，以突袭莫吉廖夫。

### 法托瓦
伊万·帕斯克维奇率领的俄军第26步兵师以纵队阵型袭击法托瓦，迫使第85线列步兵团后撤。达武派出第108线列步兵团的一个营和一些大炮来协助战斗。两个法军步兵营被重新部署在法托瓦以南的高地并击退了俄军的进攻。在12门火炮的支持下，帕斯克维奇发起了另一次攻击，击退了法国守军，夺取了法托瓦村。在法托瓦村后，达武安排来自第108线列步兵团的四个营埋伏在村庄后面的麦田中对俄军展开伏击。隐蔽的法军发动了毁灭性的反击，使俄军损失惨重，部队陷入混乱。法托瓦随后被法国人夺回。 帕斯克维奇的部队在随后的反击中再次占领了村庄。达武于是从他的预备队中派出第61线列步兵团。俄军的攻击随后被击退，在右侧，两个法国步兵营摧毁了俄军下诺夫哥罗德和奥尔洛夫团，成功渡过河流。帕斯克维奇只能部署波尔塔瓦团以防止他的右翼被包围。

### 萨塔诺夫卡
俄军进攻的主要目标是萨塔诺夫卡。拉耶夫斯基亲自率领斯摩棱斯克步兵团攻占一座大坝，掩护其主力的进攻。俄军第6和第42猎兵团将作为支援，同时主路两侧的大炮也将协助战斗。帕斯克维奇对法托瓦的袭击同时展开。然而，拉耶夫斯基则犯了错误，他没有听到预示着前进的炮火。于是拉耶夫斯基的进攻开始得太晚了。法军的火炮给拉耶夫斯基的部队造成了巨大损失。拉耶夫斯基本人亲自领导了一次突围，据称与他11岁和16岁的两个儿子一起（尽管拉耶夫斯基本人否认了这一点），但无论如何俄军的突围都失败了。法军战俘告知拉耶夫斯基，法军的增援部队正在路上。巴格拉季昂于是下令全面撤退到达什科夫卡。达武在当天晚些时候袭击了俄罗斯后卫部队，但没有取得成果。

## 后果
俄罗斯西部第二军團在莫吉廖夫以南的新比霍夫建造了一座桥，穿过第聂伯河向斯摩棱斯克进发。这场战斗阻止了巴格拉季昂在维捷布斯克与巴克莱·德·托利领导的西部第一军團会合，迫使巴格拉季昂撤退到斯摩棱斯克。萨塔诺夫卡战役通常被视为法军胜利，但尽管未能在维捷布斯克与巴克莱会合，但巴格拉季翁实现了后来在斯摩棱斯克加入俄罗斯主力部队的目标，并避免了被拿破仑的部队包围。

### 伤亡
尽管达武元帅在官方通报中宣布俄军有1,200人阵亡和4,000人受伤，但俄军实际只有2,584人伤亡。达武承认法军只有900人伤亡，其中包括108线列步兵团被俄军俘虏的100名士兵。俄军声称法军有4,134人伤亡和失踪。法军的实际损失约为1,200人。

## 引注
1. 1 2 3 4 5 6 7 8  Mikaberidze 2015，第758頁.
2. 1 2 3 4 5 6 7  Pigeard 2004，第551-552頁.
3. 1 2 3 4 5 6  Clodfelter 2008，第172頁.
4. 1 2 3 4 5 6 7 8 9 10 11 12 13 14 15 16 17  Mikaberidze 2015，第528頁.
5. 1 2 3  Nafzinger 1988，第126頁.
6. 1 2 3 4 5 6 7 8 9 10 11 12 13 14 15 16 17 18 19 20  Mikaberidze 2015，第527頁.
7. 1 2 3 4 5  Mikaberidze 2015，第526頁.
8. ↑  historyofwar 2021.
9. ↑  Mikaberidze 2005，第320頁.
10. 1 2  Mikaberidze 2015，第759頁.